# Viča (Štrpce)
Pour les articles homonymes, voir Viča.
Viçë en albanais et Viča en serbe latin (en serbe cyrillique : Вича) est une localité du Kosovo située dans la commune/municipalité de Štrpce/Shtërpcë, district de Ferizaj/Uroševac (Kosovo) ou district de Kosovo (Serbie). Selon le recensement kosovar de 2011, elle compte 209 habitants.
Le village est également connu sous le nom albanais de Viqë.

## Démographie

### Évolution historique de la population dans la localité
| 1948 | 1953 | 1961 | 1971 | 1981 | 1991 | 2011 |
| ---- | ---- | ---- | ---- | ---- | ---- | ---- |
| 371  | 402  | 408  | 393  | 437  | 452  | 209  |

|  |

### Répartition de la population par nationalités (2011)
En 2011, les Albanais représentaient 94,26 % de la population et les Serbes 5,74 %.